# ACM Air Charter
ACM Air Charter é uma companhia aérea fundada em Baden-Baden, na Alemanha, por Thomas Minninger.